# Юсуф Нуркич
Юсуф Нуркич (босн. Jusuf Nurkić, нар. 23 серпня 1994, Тузла, Боснія і Герцеговина) — боснійський професіональний баскетболіст, центровий команди НБА «Портленд Трейл Блейзерс» та збірної Боснії і Герцеговини.

## Ігрова кар'єра

### Цедевита
Професійну кар'єру розпочав 2012 року виступами у складі хорватської команди «Цедевита», за яку грав протягом 2 сезонів. 2013 року виступав на правах оренди за клуб «Задар». Повернувшись з оренди, продемонстрував значне покращення гри та був номінований та отримання нагороди Найкращому молодому гравцю Європи.

### Денвер Наггетс
2014 року був обраний у першому раунді драфту НБА під загальним 16-м номером командою «Чикаго Буллз». Проте кар'єру в НБА розпочав виступами за «Денвер Наггетс», куди був обміняний одразу після драфту. Захищав кольори команди з Денвера протягом наступних 3 сезонів. 29 жовтня 2014 року дебютував у лізі, записавши до свого активу 5 очок та 7 підбирань у переможному матчі проти «Детройта». 1 січня 2015 року відзначився першим у кар'єрі дабл-даблом, набравши 10 очок та зробивши 10 підбирань у матчі проти «Чикаго». Взимку 2015 року був запрошений для участі у матчі новачків під час зіркового вікенду, проте відмовився через особисті причини. У останній грі сезону проти «Голден Стейт» провів найрезультативніший матч сезону, набравши 17 очок.
8 квітня 2016 року провів на той момент найрезультативніший матч у кар'єрі, набравши 21 очко проти «Сан-Антоніо».
У матчі-відкритті сезону 2016—2017 проти «Нового Орлеану» набрав 23 очки, чим покращив свій особистий рекорд. Через п'ять днів у матчі проти «Торонто» зробив рекордні для себе 18 підбирань. Втративши місце в стартовому складі, яке зайняв Нікола Йокич, Юсуф почав демонструвати невдоволення ситуацією та двічі публічно вимагав свого обміну до іншої команди.

### Портленд Трейл-Блейзерс
13 лютого 2017 року став гравцем «Портленд Трейл-Блейзерс», куди разом з правами на драфт-пік 2017 був обміняний на Мейсона Пламлі, драфт-пік 2018 та фінансові зобов'язання. Дебютував за «Портленд» через два дні, записавши до свого рахунку 13 очок та 7 підбирань за 21 хвилину матчу проти «Юти». 2 березня у матчі проти «Оклахома-Сіті Тандер» набрав 18 очок, 12 підбирань та рекордні для себе 6 асистів і 5 блок-шотів. 9 березня встановив особистий рекорд результативності в НБА, навбраши 28 очок та 20 підбирань у матчі проти «Філадельфії». 28 березня оновив рекорд результативності, набравши 33 очки у матчі проти «Денвера». Допоміг команді пробитися до плей-оф, де «Портленд» зустрівся з «Голден Стейт» в першому раунді, якому і програв серію.
18 січня 2018 року в матчі проти «Індіани» набрав 19 очок та зібрав найбільші у сезоні 17 підбирань. Допоміг команді вдруге поспіль пробитися до плей-оф. Там у першому раунді команда зустрілась з «Новим Орлеаном», який і виявився сильнішим у цій парі.
6 липня 2018 року підписав новий контракт з «Портлендом». 1 січня 2019 року в матчі проти «Сакраменто» набрав 24 очки та рекордні для себе 23 підбирання, віддавши при цьому 7 результативних передач та зробивши 5 блок-шотів і 5 перехоплень; він став єдиним гравцем в історії НБА, якому підкорились такі статистичні показники в одному матчі. 16 січня записав до свого активу перший трипл-дабл у кар'єрі, набравши 10 очок, 10 пібирань та 10 асистів у матчі проти «Клівленда». 25 березня 2019 року під час другого овертайму матчу проти «Брукліна» отримав перелом великої та малої гомілкової кістки і вибув на невизначений термін.
Повернувся на майданчик лише 31 липня 2020 року матчем проти «Мемфіса», де він набрав 18 очок, 9 підбирань та 6 блок-шотів. 14 січня 2021 року зламав руку, внаслідок чого пропустив більше двох місяців.

## Виступи за збірну
Виступає за збірну Боснії і Герцеговини. У її складі брав участь у відборі на Євробаскет 2013, проте не потрапив на фінальну стадію турніру через конфлікт з керівництвом боснійської федерації баскетболу. Згодом повернувся до складу команди та брав участь у кваліфікації на Євробаскет 2017.
Учасник Євробаскету 2022 у складі збірної Боснії.

## Статистика виступів

### Регулярний сезон
| Сезон             | Команда                   | GP  | GS  | MPG  | FG%  | 3P%  | FT%  | RPG  | APG | SPG | BPG | PPG  |
| ----------------- | ------------------------- | --- | --- | ---- | ---- | ---- | ---- | ---- | --- | --- | --- | ---- |
| 2014–15           | «Денвер Наггетс»          | 62  | 27  | 17.8 | .446 | .000 | .636 | 6.2  | .8  | .8  | 1.1 | 6.9  |
| 2015–16           | «Денвер Наггетс»          | 32  | 3   | 17.1 | .417 | .000 | .616 | 5.5  | 1.3 | .8  | 1.4 | 8.2  |
| 2016–17           | «Денвер Наггетс»          | 45  | 29  | 17.9 | .507 | .000 | .496 | 5.8  | 1.3 | .6  | .8  | 8.0  |
| 2016–17           | «Портленд Трейл-Блейзерс» | 20  | 19  | 29.2 | .508 | .000 | .660 | 10.4 | 3.2 | 1.3 | 1.9 | 15.2 |
| 2017–18           | «Портленд Трейл-Блейзерс» | 79  | 79  | 26.4 | .505 | .000 | .630 | 9.0  | 1.8 | .8  | 1.4 | 14.3 |
| 2018–19           | «Портленд Трейл-Блейзерс» | 72  | 72  | 27.3 | .508 | .103 | .773 | 10.4 | 3.2 | 1.0 | 1.4 | 15.6 |
| 2019–20           | «Портленд Трейл-Блейзерс» | 8   | 8   | 31.6 | .495 | .200 | .886 | 10.3 | 4.0 | 1.4 | 2.0 | 17.6 |
| 2020–21           | «Портленд Трейл-Блейзерс» | 37  | 37  | 23.8 | .514 | .400 | .619 | 9.0  | 3.4 | 1.0 | 1.1 | 11.5 |
| 2021–22           | «Портленд Трейл-Блейзерс» | 56  | 56  | 28.2 | .535 | .268 | .690 | 11.1 | 2.8 | 1.1 | .6  | 15.0 |
| Усього за кар'єру | Усього за кар'єру         | 411 | 330 | 23.9 | .500 | .232 | .672 | 8.5  | 2.2 | .9  | 1.2 | 12.2 |

### Плей-оф
| Сезон             | Команда                   | GP | GS | MPG  | FG%  | 3P%  | FT%  | RPG  | APG | SPG | BPG | PPG  |
| ----------------- | ------------------------- | -- | -- | ---- | ---- | ---- | ---- | ---- | --- | --- | --- | ---- |
| 2017              | «Портленд Трейл-Блейзерс» | 1  | 1  | 17.0 | .333 | .000 | .000 | 11.0 | 4.0 | .0  | 1.0 | 2.0  |
| 2018              | «Портленд Трейл-Блейзерс» | 4  | 4  | 23.5 | .487 | .000 | .818 | 8.0  | 1.0 | 1.5 | 1.3 | 11.8 |
| 2020              | «Портленд Трейл-Блейзерс» | 5  | 5  | 32.2 | .439 | .273 | .783 | 10.4 | 3.6 | 1.4 | .2  | 14.2 |
| 2021              | «Портленд Трейл-Блейзерс» | 6  | 6  | 28.8 | .545 | .200 | .720 | 10.3 | 2.7 | .5  | 1.2 | 13.2 |
| Усього за кар'єру | Усього за кар'єру         | 16 | 16 | 27.8 | .487 | .235 | .763 | 9.8  | 2.6 | 1.0 | .9  | 12.4 |